# NAC in het seizoen 1954/55
Het seizoen 1954/1955 was het eerste jaar in het bestaan van de Bredase betaaldvoetbalclub NAC. De club kwam uit in de Eerste klasse A en eindigde daarin op de eerste plaats. Dit hield in dat er om het voetbalkampioenschap van Nederland gestreden mocht worden. Na een competitie van zes wedstrijden werd de tweede plaats behaald. Dit betekende dat de club in het nieuwe seizoen uitkwam op het hoogste voetbalniveau.

## Wedstrijdstatistieken

### Eerste klasse C(afgebroken)
|       | BVV   | EBOH  | Excelsior | Hermes DVS | Kerkrade | Limburgia | PSV   | RBC | Sittardia | VVV   | Willem II | Xerxes |
| ----- | ----- | ----- | --------- | ---------- | -------- | --------- | ----- | --- | --------- | ----- | --------- | ------ |
| Thuis | –     | –     | 3 – 0     | 3 – 0      | –        | –         | –     | –   | 2 – 0     | –     | –         | 2 – 0  |
| Uit   | 2 – 1 | 3 – 4 | –         | –          | –        | –         | 2 – 1 | –   | –         | 0 – 3 | 0 – 2     | –      |

### Eerste klasse A
|       | Amsterdam | DOS   | Emma  | Excelsior | Go Ahead | SHS   | Leeuwarden | LONGA | MVV   | Roda Sport | Stormvogels | Veendam | Zwolsche Boys |
| ----- | --------- | ----- | ----- | --------- | -------- | ----- | ---------- | ----- | ----- | ---------- | ----------- | ------- | ------------- |
| Thuis | 2 – 1     | 1 – 2 | 3 – 1 | 1 – 0     | 0 – 0    | 3 – 2 | 5 – 1      | 2 – 4 | 0 – 0 | 3 – 0      | 2 – 0       | 4 – 1   | 3 – 1         |
| Uit   | 3 – 3     | 1 – 2 | 0 – 3 | 0 – 2     | 0 – 1    | 1 – 3 | 1 – 7      | 0 – 5 | 2 – 0 | 0 – 0      | 2 – 3       | 1 – 1   | 0 – 1         |

#### Kampioenscompetitie
| Wedstrijd 1                                                                                          | PSV                                     | 2 – 2 (1 – 2) | NAC                                     |
| 2 juli 1955 Plaats: Eindhoven Philips Stadion Toeschouwers: 17.000 Scheidsrechter: Bertus Ausum      | Cor Smulders 40' Toon Brusselers 54'    |               | 23', 33' Louis Overbeeke                |
| Wedstrijd 2                                                                                          | NAC                                     | 3 – 1 (1 – 1) | Willem II                               |
| 6 juli 1955 Plaats: Breda Beatrixstraat Toeschouwers: 14.010 Scheidsrechter: Leo Horn                | Leo Canjels 38', 63', 90'               |               | 23' Piet de Jong                        |
| Wedstrijd 3                                                                                          | NAC                                     | 2 – 3 (0 – 1) | Eindhoven                               |
| 9 juli 1955 Plaats: Breda Beatrixstraat Toeschouwers: 14.000 Scheidsrechter: Joop Martens            | Leo Canjels 85' Kees Bruyninckx 88'     |               | 41', 54' Jan Louwers 79' Willy Schmidt  |
| Wedstrijd 4                                                                                          | Eindhoven                               | 2 – 5 (2 – 1) | NAC                                     |
| 13 juli 1955 Plaats: Eindhoven Aalsterweg Toeschouwers: 18.000 Scheidsrechter: Klaas Schipper        | Frans van Kemenade 26' Dick Snoek 33'   |               | 19', 47', 64', 67', 68' Louis Overbeeke |
| Wedstrijd 5                                                                                          | Willem II                               | 2 – 2 (2 – 1) | NAC                                     |
| 16 juli 1955 Plaats: Tilburg Gemeentelijk Sportpark Toeschouwers: 22.000 Scheidsrechter: Wim Beltman | Sjel de Bruyckere 3' Jan van Roessel 7' |               | 38' Kees Bruyninckx 56' Leo Canjels     |
| Wedstrijd 6                                                                                          | NAC                                     | 0 – 2 (0 – 2) | PSV                                     |
| 20 juli 1955 Plaats: Breda Beatrixstraat Toeschouwers: 12.000 Scheidsrechter: Klaas Schipper         |                                         |               | 34' Coen Dillen 43' Toon Brusselers     |

## Statistieken NAC 1954/1955

### Eindstand NAC in de Nederlandse Eerste klasse A 1954 / 1955
| Stand | Gespeeld | Gewonnen | Gelijk | Verloren | Punten | Doelpunten voor | Doelpunten tegen |
| ----- | -------- | -------- | ------ | -------- | ------ | --------------- | ---------------- |
| 1e    | 26       | 18       | 5      | 3        | 41     | 60              | 24               |

### Eindstand NAC in de kampioenscompetitie
| Stand | Gespeeld | Gewonnen | Gelijk | Verloren | Punten | Doelpunten voor | Doelpunten tegen |
| ----- | -------- | -------- | ------ | -------- | ------ | --------------- | ---------------- |
| 2e    | 6        | 2        | 2      | 2        | 6      | 14              | 12               |

### Eindstand NAC in de Nederlandse Eerste klasse C 1954 / 1955 (afgebroken)
| Stand | Gespeeld | Gewonnen | Gelijk | Verloren | Punten | Doelpunten voor | Doelpunten tegen |
| ----- | -------- | -------- | ------ | -------- | ------ | --------------- | ---------------- |
| 2e    | 9        | 7        | 0      | 2        | 14     | 21              | 7                |

### Topscorers
| #      | Naam                 | Goal |
| ------ | -------------------- | ---- |
| 1.     | Louis Overbeeke      | 14   |
| 2.     | Leo Canjels          | 13   |
| 2.     | Jan van Hoogenhuizen | 13   |
| 4.     | Kees Bruyninckx      | 11   |
| 5.     | Wim Versteeg         | 3    |
| 6.     | Bram Lussenberg      | 2    |
| 6.     | Henk Mattheeuwissen  | 2    |
| 8.     | Puck Storimans       | 1    |
| 8.     | Dick de Wit          | 1    |
| Totaal | Totaal               | 60   |

| #      | Naam            | Goal |
| ------ | --------------- | ---- |
| 1.     | Louis Overbeeke | 7    |
| 2.     | Leo Canjels     | 5    |
| 3.     | Kees Bruyninckx | 2    |
| Totaal | Totaal          | 14   |

| #      | Naam                 | Goal |
| ------ | -------------------- | ---- |
| 1.     | Leo Canjels          | 12   |
| 2.     | Jan van Hoogenhuizen | 3    |
| 3.     | Kees Bruijninckx     | 2    |
| 3.     | Dick de Wit          | 2    |
| 5.     | Cor Kleijn           | 1    |
| 5.     | Puck Storimans       | 1    |
| Totaal | Totaal               | 21   |